# Postiglione
Postiglione község (comune) Olaszország Campania régiójában, Salerno megyében.

## Fekvése
A megye északi részén fekszik. Határai: Altavilla Silentina, Campagna, Castelcivita, Controne, Contursi Terme, Serre és Sicignano degli Alburni.

## Története
Első említése a 12. századból származik. A következő századokban nemesi birtok volt. A 19. században nyerte el önállóságát, amikor a Nápolyi Királyságban felszámolták a feudalizmust.

## Népessége
A népesség számának alakulása:

## Főbb látnivalói
- Castello Normanno
- San Giorgio-templom